# Piedra rúnica de la Catedral de San Pablo

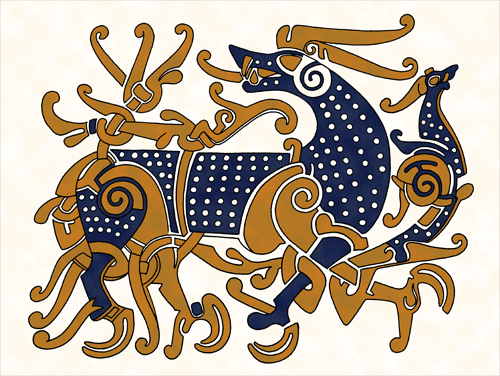
Detalle coloreado de la imagen

La piedra rúnica de la Catedral de San Pablo es una pieza rúnica de la Era vikinga, fechada el siglo XI d. C. y descubierta en 1852 en el camposanto de la Catedral de San Pablo en Londres, Reino Unido. Fue identificada como una lápida perteneciente a un sepulcro de un vikingo, de estilo Ringerike (aproximadamente entre 980-1070 d. C.) y muestra lo que parece un león y una serpiente entrelazados y enzarzados en una lucha. Hay dos líneas de escritura rúnica a lo largo del borde externo que se puede leer:
Ginna y T(?)ki levantaron esta piedra.
La piedra muestra restos de pintura por lo que en un principio estuvo coloreada para resaltar los detalles de la imagen. Actualmente se encuentra expuesta en la sección arqueológica del Museo de Londres como préstamo permanente del British Museum.
También se ha interpretado que es una imagen de Sleipnir, el caballo de ocho patas de Odín.

## Vikingos en Inglaterra
Se desconoce a quien pudo dedicarse este sepulcro, pero algunos historiadores piensan que perteneció a uno de los hombres fieles a Canuto el Grande que tuvo en Winchester su capital durante su reinado (1016-1035). Los asentamientos vikingos en la isla dejaron numerosos vestigios en forma de piedras rúnicas como testimonio de su presencia. También es posible que fuera uno de los hombres de Olaf Haraldsson que a principios del siglo XI atacó Londres con sus hordas.

## Cultura popular
La banda sueca de death metal melódico Amon Amarth, cuyas letras de canciones se basan en la mitología nórdica, ha usado la imagen de la piedra rúnica de San Pablo en algunos de sus álbumes. En su DVD "Wrath of the Norsemen" (2006) se puede apreciar parcialmente en portada.